# تپه شورجا ۱
تپه شورجا ۱ مربوط به دوره اشکانیان - دوره ساسانیان است و در شهرستان میانه، بخش مرکزی، دهستان اوچ تپه شرقی، ۱ کیلومتری شمال روستای شورجا واقع شده و این اثر در تاریخ ۲۷ آبان ۱۳۸۶ با شمارهٔ ثبت ۲۰۱۹۰ به‌عنوان یکی از آثار ملی ایران به ثبت رسیده است.